# IC 3313
IC 3313 је спирална галаксија у сазвјежђу Береникина коса која се налази на листи објеката дубоког неба у Индекс каталогу.
Деклинација објекта је + 15° 49' 47" а ректасцензија 12h 25m 36,5s. Привидна величина (магнитуда) објекта IC 3313 износи 14,2 а фотографска магнитуда 15,1. IC 3313 је још познат и под ознакама MCG 3-32-33, CGCG 99-46, VCC 817, PGC 40551.